# Општина Тепевакан де Гереро (Идалго)
Тепевакан де Гереро (шп. Tepehuacán de Guerrero) општина је у Мексику у савезној држави Идалго. Општина се налази на надморској висини од 874 м.

## Становништво
Према подацима из 2010. у општини је живело 29125 становника.

### Хронологија
| Година       | 2000                  | 2005                  | 2010                  |
| ------------ | --------------------- | --------------------- | --------------------- |
| Становништво | 25880 (13271 / 12609) | 27240 (13900 / 13340) | 29125 (14788 / 14337) |

### Попис
| \| \| м \| \| \| ж \| \| 0—2 \| 1.069 \| \| \| 1.083 \| \| 3—5 \| 1.030 \| \| \| 1.020 \| \| 6—11 \| 2.156 \| \| \| 2.093 \| \| 12—14 \| 1.151 \| \| \| 1.066 \| \| 15—17 \| 1.085 \| \| \| 1.096 \| \| 18—24 \| 1.944 \| \| \| 1.839 \| \| 60+ \| 1.426 \| \| \| 1.268 \| \| Просек : \| 26,3 \| \| \| 26,1 \| |       |  |  |       |
| |       |  |  |       |
| | м     |  |  | ж     |
| 0—2 | 1.069 |  |  | 1.083 |
| 3—5 | 1.030 |  |  | 1.020 |
| 6—11 | 2.156 |  |  | 2.093 |
| 12—14 | 1.151 |  |  | 1.066 |
| 15—17 | 1.085 |  |  | 1.096 |
| 18—24 | 1.944 |  |  | 1.839 |
| 60+ | 1.426 |  |  | 1.268 |
| Просек : | 26,3  |  |  | 26,1  |

| #   | Индикатор                                                                                        | Вредност |
| --- | ------------------------------------------------------------------------------------------------ | -------- |
| 1   | Становништво од 0 до 2 године                                                                    | 2152     |
| 2   | Мушко становништво од 0 до 2 године                                                              | 1069     |
| 3   | Женско становништво од 0 до 2 године                                                             | 1083     |
| 4   | Становништво са 3 и више година                                                                  | 26958    |
| 5   | Мушко становништво са 3 и више година                                                            | 13710    |
| 6   | Женско становништво са 3 и више година                                                           | 13248    |
| 7   | Становништво са 5 и више година                                                                  | 25575    |
| 8   | Мушко становништво са 5 и више година                                                            | 13016    |
| 9   | Женско становништво са 5 и више година                                                           | 12559    |
| 10  | Становништво са 12 и више година                                                                 | 20659    |
| 11  | Мушко становништво са 12 и више година                                                           | 10524    |
| 12  | Женско становништво са 12 и више година                                                          | 10135    |
| 13  | Становништво са 15 и више година                                                                 | 18442    |
| 14  | Мушко становништво са 15 и више година                                                           | 9373     |
| 15  | Женско становништво са 15 и више година                                                          | 9069     |
| 16  | Становништво са 18 и више година                                                                 | 16261    |
| 17  | Мушко становништво са 18 и више година                                                           | 8288     |
| 18  | Женско становништво са 18 и више година                                                          | 7973     |
| 19  | Становништво од 3 до 5 година                                                                    | 2050     |
| 20  | Мушко становништво од 3 до 5 година                                                              | 1030     |
| 21  | Женско становништво од 3 до 5 година                                                             | 1020     |
| 22  | Становништво од 6 до 11 година                                                                   | 4249     |
| 23  | Мушко становништво од 6 до 11 година                                                             | 2156     |
| 24  | Женско становништво од 6 до 11 година                                                            | 2093     |
| 25  | Становништво од 8 до 14 година                                                                   | 5166     |
| 26  | Мушко становништво од 8 до 14 година                                                             | 2653     |
| 27  | Женско становништво од 8 до 14 година                                                            | 2513     |
| 28  | Становништво од 12 до 14 година                                                                  | 2217     |
| 29  | Мушко становништво од 12 до 14 година                                                            | 1151     |
| 30  | Женско становништво од 12 до 14 година                                                           | 1066     |
| 31  | Становништво од 15 до 17 година                                                                  | 2181     |
| 32  | Мушко становништво од 15 до 17 година                                                            | 1085     |
| 33  | Женско становништво од 15 до 17 година                                                           | 1096     |
| 34  | Становништво од 18 до 24 године                                                                  | 3783     |
| 35  | Мушко становништво од 18 до 24 године                                                            | 1944     |
| 36  | Женско становништво од 18 до 24 године                                                           | 1839     |
| 37  | Женско становништво од 15 до 49 година                                                           | 6812     |
| 38  | Становништво са 60 и више година                                                                 | 2694     |
| 39  | Мушко становништво са 60 и више година                                                           | 1426     |
| 40  | Женско становништво са 60 и више година                                                          | 1268     |
| 41  | Однос између мушкараца и жена                                                                    | 103.15   |
| 42  | Становништво од нуле до 14 година                                                                | 10668    |
| 43  | Становништво од 15 до 64 године                                                                  | 16448    |
| 44  | Становништво од 65 година и више                                                                 | 1994     |
| 45  | Просечан број деце                                                                               | 3.2      |
| 46  | Становништво рођено у ентитету                                                                   | 27357    |
| 47  | Мушко становништво рођено у ентитету                                                             | 13953    |
| 48  | Женско становништво рођено у ентитету                                                            | 13404    |
| 49  | Становништво рођено у другом ентитету                                                            | 1666     |
| 50  | Мушко становништво рођено у другом ентитету                                                      | 784      |
| 51  | Женско становништво рођено у другом ентитету                                                     | 882      |
| 52  | Становништво од 5 година и више резидентно у ентитету у јуну 2005. године                        | 24526    |
| 53  | Мушко становништво старосног доба од 5 година и више, резидентно у ентитету у јуну 2005. године  | 12362    |
| 54  | Женско становништво старосног доба од 5 и више година, резидентно у ентитету у јуну 2005. године | 12164    |
| 55  | Становништво од 5 година и више које је живело у другом ентитету у јуну 2005. године             | 544      |
| 56  | Мушко становништво старије од 5 година које је живело у другом ентитету у јуну 2005. године      | 269      |
| 57  | Женско становништво старије од 5 година које је живело у другом ентитету у јуну 2005. године     | 275      |
| 58  | Становништво од 3 године и више које говори аутохтони језик                                      | 11256    |
| 59  | Мушко становништво старо 3 године и више које говори аутохтони језик                             | 5910     |
| 60  | Женско становништво старо 3 године и више које говори аутохтони језик                            | 5346     |
| 61  | Становништво од 3 године и више које говори аутохтони језик и не говори шпански језик            | 1610     |
| 62  | Мушко становништво старо 3 године и више које говори аутохтони језик и не говори шпански         | 648      |
| 63  | Женско становништво старо 3 године и више које говори аутохтони језик и не говори шпански језик  | 962      |
| 64  | Становништво старо 3 године и више које говори аутохтони језик и шпански                         | 9495     |
| 65  | Мушко становништво старо 3 године и више које говори аутохтони језик и шпански                   | 5186     |
| 66  | Женско становништво старо 3 године и више које говори аутохтони језик и шпански                  | 4309     |
| 67  | Становништво од 5 година и више које говори аутохтони језик                                      | 10936    |
| 68  | Становништво од 5 година и више које говори аутохтони језик и не говори шпански језик            | 1482     |
| 69  | Становништво од 5 година и више које говори аутохтони језик и говори шпански језик               | 9309     |
| 70  | Становништво у домородачким домаћинствима                                                        | 17870    |
| 71  | Становништво са ограничењима у активностима                                                      | 1495     |
| 72  | Становништво са ограниченим ходањем или кретањем, горе или доле                                  | 729      |
| 73  | Становници са ограничењима вида, чак и уз кориштење сочива                                       | 346      |
| 74  | Становништво са ограничењима говора, комуникације или конверзације                               | 174      |
| 75  | Становништво са ограниченим слухом                                                               | 236      |
| 76  | Становништво са ограничењима при одевању, купању или јелу                                        | 63       |
| 77  | Становништво са ограничењима у опажању или учењу једноставних ствари                             | 66       |
| 78  | Становништво са менталним ограничењима                                                           | 169      |
| 79  | Становништво без ограничења активности                                                           | 27513    |
| 80  | Становништво од 3 до 5 година које не похађа школу                                               | 989      |
| 81  | Мушко становништво од 3 до 5 година које не похађа школу                                         | 506      |
| 82  | Женско становништво од 3 до 5 година које не похађа школу                                        | 483      |
| 83  | Становништво од 6 до 11 година које не похађа школу                                              | 148      |
| 84  | Мушко становништво од 6 до 11 година које не похађа школу                                        | 74       |
| 85  | Женско становништво од 6 до 11 година које не похађа школу                                       | 74       |
| 86  | Становништво од 12 до 14 година које не похађа школу                                             | 217      |
| 87  | Мушко становништво од 12 до 14 година које не похађа школу                                       | 116      |
| 88  | Женско становништво од 12 до 14 година које не похађа школу                                      | 101      |
| 89  | Становништво од 15 до 17 година похађа школу                                                     | 1184     |
| 90  | Мушко становништво од 15 до 17 година похађа школу                                               | 589      |
| 91  | Женско становништво између 15 и 17 година живота у школи                                         | 595      |
| 92  | Становништво од 18 до 24 године похађа школу                                                     | 417      |
| 93  | Мушко становништво од 18 до 24 године похађа школу                                               | 218      |
| 94  | Женско становништво од 18 до 24 године похађа школу                                              | 199      |
| 95  | Становништво од 8 до 14 година које не може да чита и пише                                       | 688      |
| 96  | Мушко становништво старосног доба од 8 до 14 година које не може да чита и пише                  | 387      |
| 97  | Женско становништво старосног доби од 8 до 14 година које не може да чита и пише                 | 301      |
| 98  | Становништво од 15 година и више које је неписмено                                               | 5451     |
| 99  | Мушко становништво од 15 година и више које је неписмено                                         | 2411     |
| 100 | Женско становништво од 15 година и више које је неписмено                                        | 3040     |
| 101 | Становништво старо 15 и више година без школовања                                                | 4032     |
| 102 | Мушко становништво старо 15 и више година без школовања                                          | 1759     |
| 103 | Женско становништво старо 15 и више година без школовања                                         | 2273     |
| 104 | Становништво старосног доба 15 и више година са непотпуним основним образовањем                  | 4648     |
| 105 | Мушко становништво старосног доба од 15 година и више са непотпуном основним образовањем         | 2513     |
| 106 | Женско становништво старосног доба 15 и више година са непотпуном основним образовањем           | 2135     |
| 107 | Становништво старо 15 и више година са комплетним основним образовањем                           | 2807     |
| 108 | Мушко становништво старо 15 година и више са комплетним основним образовањем                     | 1384     |
| 109 | Женско становништво старо 15 и више година са комплетним основним образовањем                    | 1423     |
| 110 | Становништво старосног доба 15 и више година са непотпуним средњим образовањем                   | 1052     |
| 111 | Мушко становништво старосног доба од 15 година и више са непотпуним средњим образовањем          | 528      |
| 112 | Женско становништво старосног доба од 15 година и више са непотпуним средњим образовањем         | 524      |
| 113 | Становништво старо 15 и више година са пуним секундарном образовањем                             | 3852     |
| 114 | Мушко становништво старосног доба од 15 година и више са пуним секундарном образовањем           | 2130     |
| 115 | Женско становништво старосног доба од 15 година и више са пуним секундарном образовањем          | 1722     |
| 116 | Становништво старије од 18 година са постосновним образовањем                                    | 1661     |
| 117 | Мушко становништво старије од 18 година са постосновним образовањем                              | 872      |
| 118 | Женско становништво старије од 18 година са постосновним образовањем                             | 789      |
| 119 | Просечна оцена школовања                                                                         | 5.23     |
| 120 | Просечан ниво образовања мушке популације                                                        | 5.44     |
| 121 | Просечан ниво образовања женског становништва                                                    | 5.02     |
| 122 | Економски активно становништво                                                                   | 8948     |
| 123 | Економски активна мушка популација                                                               | 7918     |
| 124 | Економски активна женска популација                                                              | 1030     |
| 125 | Становништво које није економски активно                                                         | 11555    |
| 126 | Мушко становништво које није економски активно                                                   | 2484     |
| 127 | Женско становништво које није економски активно                                                  | 9071     |
| 128 | Запослено становништво                                                                           | 7881     |
| 129 | Запослено мушко становништво                                                                     | 6896     |
| 130 | Запослено женско становништво                                                                    | 985      |
| 131 | Незапослена популација                                                                           | 1067     |
| 132 | Незапослена мушка популација                                                                     | 1022     |
| 133 | Незапослена женска популација                                                                    | 45       |
| 134 | Становништво без права на здравствене услуге                                                     | 5519     |
| 135 | Становништво које има право на здравствене услуге                                                | 23549    |
| 136 | Становништво које има право на ИМСС                                                              | 504      |
| 137 | Становништво које има право на социјално осигурање                                               | 273      |
| 138 | Становништво које има право на државно социјално осигурање                                       | 9        |
| 139 | Становништво које има право на опште осигурање или здравствено осигурање за нову генерацију      | 22489    |
| 140 | Становништво које је било једном или није било у браку током 12 година и више                    | 7140     |
| 141 | Венчано или уједињено становништво од 12 година и више                                           | 12136    |
| 142 | Становништво које је било у браку или уједињено 12 година и више                                 | 1346     |
| 143 | Становништво са католичком религијом                                                             | 25294    |
| 144 | Протестанти, еванђелисти и библијски следбеници различити од еванђелиста                         | 2848     |
| 145 | Становништво са другим религијама различитим од претходних                                       | 11       |
| 146 | Становништво без религије                                                                        | 875      |
| 147 | Укупно пописаних домаћинства                                                                     | 6412     |
| 148 | Пописна домаћинства на челу са мушкарцима                                                        | 5681     |
| 149 | Пописна домаћинства на челу са женама                                                            | 731      |
| 150 | Становништво у пописним домаћинствима                                                            | 29116    |
| 151 | Становништво у пописним домаћинствима на челу са мушкарцима                                      | 26783    |
| 152 | Становништво у пописним домаћинствима на челу са женама                                          | 2333     |
| 153 | Укупно домаћинстава                                                                              | 7187     |
| 154 | Укупно насељених домаћинстава                                                                    | 6415     |
| 155 | Укупно приватних кућа                                                                            | 7184     |
| 156 | Насељени приватни домови                                                                         | 6412     |
| 157 | Укупно насељених приватних кућа                                                                  | 6415     |
| 158 | Ненасељене приватне куће                                                                         | 442      |
| 159 | Појединачна домаћинства за привремену употребу                                                   | 330      |
| 160 | Становници у насељеним приватним кућама                                                          | 29116    |
| 161 | Насељеност станара у приватним становима                                                         | 4.54     |
| 162 | Просечно становника по соби у приватним насељеним домаћинствима                                  | 1.52     |
| 163 | Појединачна домаћинства са подовима од различитих материјала од земље                            | 5611     |
| 164 | Појединачна домаћинства у приземљу                                                               | 775      |
| 165 | Појединачна домаћинства са једном спаваћом собом                                                 | 3415     |
| 166 | Појединачна домаћинства са две спаваће собе и више                                               | 2975     |
| 167 | Појединачна домаћинства са једним собом                                                          | 790      |
| 168 | Појединачна домаћинства са две собе                                                              | 1813     |
| 169 | Појединачна домаћинства са 3 собе и више                                                         | 3785     |
| 170 | Појединачна домаћинства која имају електрично светло                                             | 5493     |
| 171 | Појединачна домаћинства која немају електрично светло                                            | 891      |
| 172 | Појединачна домаћинства која имају водоводну воду у стамбеном простору                           | 2976     |
| 173 | Појединачна домаћинства која немају водоводну воду у стамбеном простору                          | 3408     |
| 174 | Појединачна домаћинства која имају тоалет                                                        | 6127     |
| 175 | Појединачна домаћинства која имају канализацију                                                  | 3893     |
| 176 | Појединачна домаћинства која немају канализацију                                                 | 2458     |
| 177 | Појединачна домаћинства која имају електрично светло, довод воде из јавне мреже и канализацију   | 2030     |
| 178 | Појединачна домаћинства без икаквих услова                                                       | 1730     |
| 179 | Појединачна домаћинства која имају радио                                                         | 3494     |
| 180 | Појединачна домаћинства која имају телевизор                                                     | 3109     |
| 181 | Појединачна домаћинства која имају фрижидер                                                      | 1798     |
| 182 | Појединачна домаћинства која имају машину за веш                                                 | 580      |
| 183 | Појединачна домаћинства која имају аутомобил или комби                                           | 447      |
| 184 | Појединачна домаћинства која имају рачунар                                                       | 158      |
| 185 | Појединачна домаћинства која имају фиксну телефонску линију                                      | 514      |
| 186 | Појединачна домаћинства која имају мобилни телефон                                               | 257      |
| 187 | Појединачна домаћинства која имају приступ интернету                                             | 17       |